# 에피머
에피머(영어: epimer)는 입체화학에서 부분입체 이성질체 쌍 중 하나다. 두 이성질체는 입체배치가 다른 하나의 카이랄 중심만을 가진다. 그 외 입체 중심이 더 있을 수는 있으나, 배치가 다른 입체 중심은 하나 뿐이며 그 외는 모두 같다.
독소루비신과 에피루비신은 서로 에피머이며, 약물로 사용된다.
|                                                 |
| 독소루비신과 에피루비신의 골격 구조식 비교 그림 |

## 예시
글루코스와 갈락토스는 서로 에피머이다. 글루코스에서 첫 번째 탄소에 있는 -OH기는 축 위치(axial position)에 있으며, 그 건너편의 -OH기는 4번 탄소에 위치해 있다. 그러나 갈락토스에서는 -OH기가 같은 방향에 있으며, 수평 위치(equatorial position)에 존재한다. 고리 화합물 역시 이와 유사하다. 1번 탄소에 존재하는 -OH기 역시 반대 방향에 위치한다. 이러한 구조상의 차이는 두 아노머를 구별한다. 밑의 골격 구조식 그림은 둘 다 에피머와 아노머이다(α와 β명칭은 이를 가리킨다).
|                    |                    |
| α-D-글루코피라노스 | β-D-글루코피라노스 |

또한 입체화학적 차이점이 2번 탄소의 -OH기의 배치 외에는 없는 β-D-글루코피라노스와 β-D-만노피라노스 또한 에피머의 예시 중 하나이다.  β-D-글루코피라노스의 2번 탄소 -OH기는 수평(equatorial)위치에 있으나 β-D-만노피라노스는 축(axial) 위치에 존재한다. 두 분자는 에피머이나 거울상이 아니기에 광학 이성질체는 아니다. 
|                    |                  |
| β-D-글루코피라노스 | β-D-만노피라노스 |

다른 예로는 에피이노시톨과 이노시톨, 리폭신과 에피리폭신이 있다. 
|              |          |        |            |
| 에피이노시톨 | 이노시톨 | 리폭신 | 에피리폭신 |

## 에피머화
에피머화는 에피머가 카이랄 이성질체로 바뀌는 화학 과정을 뜻한다. 응축 탄닌의 탈중합화 과정의 반작용으로 발생 할 수 있다. 그리고 에피머화는 자발적으로 일어날 수 있으며, 보통 이러한 경우에는 느린 속도로 반응이 진행된다. 또한 효소의 촉매 작용으로 일어날 수 있다. 예를 들어 N-아세틸글루코사민과 N-아세틸만노사민의 에피머화는 RENBP(renin binding protein)의 효소 작용으로 일어난다.